# 인천 도시철도
인천 도시철도(仁川都市鐵道)는 인천교통공사가 독점 운영하고 있는 도시 철도 체계다.
인천 도시철도 1호선은 1999년 10월 6일에 개통했으며, 2009년 6월 1일에 국제업무지구역까지 연장되었고, 2020년 12월 12일에 송도달빛축제공원역까지 연장되었다. 2016년 7월 30일, 인천 도시철도 2호선이 신설되어 시민의 편리성을 제공해 주고 있다. 2021년 5월 22일 서울 지하철 7호선이 석남(거북시장)역까지 연장 개통되었고, 서울 지하철 7호선 부천 및 인천 구간의 열차 승무 및 역사 시설물 관리는 인천교통공사 7호선 운영사업단에서 전담한다.

## 노선
| 노선색 | 노선명                                | 기점         | 종점             | 연장   | 역 수 | 운영         |
| ------ | ------------------------------------- | ------------ | ---------------- | ------ | ----- | ------------ |
|        | 1호선                                 | 검단호수공원 | 송도달빛축제공원 | 37.1km | 33    | 인천교통공사 |
|        | 2호선                                 | 검단오류     | 운연             | 29.1km | 27    | 인천교통공사 |
|        | 서울 지하철 7호선 (부천 및 인천 구간) | 까치울       | 석남             | 14.4km | 11    | 인천교통공사 |

### 1호선
서구의 검단호수공원역과 연수구의 송도달빛축제공원역을 잇는다. 1999년 10월 6일에 개통하였으며, 노선 연장은 37.1 km이다. 2005년 일평균 승차인원은 약 14만 3천명, 일평균 하차인원은 약 13만 3천명이다.
검단신도시 개발에 따른 교통난 해소의 일환으로, 검단 연장 구간이 2025년 6월 28일에 개통되었다.

### 2호선
서구의 검단오류역과 남동구의 운연역을 잇는다. 당초에는 인천 도시철도 1호선과 동일한 중전철로 계획되었으나 경전철로 변경되었다. 2016년 7월 30일에 개통이 되었다.

### 7호선 (부천 및 인천 구간)
인천 도시철도 3호선의 역할을 수행하는 부천 및 인천 구간의 경우, 온수역부터 석남역까지 인천교통공사 7호선 운영사업단 소속의 승무원이 전담하며, 승무교대는 온수역에서 이루어지므로, 7호선 부천 및 인천 구간은 대도시권 광역교통 관리에 관한 특별법 제2조 제2호의 나목을 충족하지 않아 인천 도시철도로 엄연히 분류되기 때문에, 2021년 5월 22일에 개통된 석남 연장 구간을 비롯한 청라국제도시 구간에 대한 건설 및 운영에 대비하기 위한 것이다.

## 이용 인원
| 노선 구분             | 노선 구분                       | 승차 인원     | 승차 인원 | 하차 인원     | 하차 인원 |
| 호선명                | 구간                            | 2023년 전체   | 일일 평균 | 2023년 전체   | 일일 평균 |
| --------------------- | ------------------------------- | ------------- | --------- | ------------- | --------- |
| ● 인천 도시철도 1호선 | 검단호수공원 ~ 송도달빛축제공원 | 67.608.325명  | 368.884명 | 67.034.349명  | 267.582명 |
| ● 인천 도시철도 2호선 | 검단오류 ~ 운연                 | 43.628.775명  | 238.873명 | 43.560.050명  | 169.506명 |
| ● 서울 지하철 7호선   | 까치울 ~ 석남                   | 35.736.926명  | 193.576명 | 34.918.137명  | 163.905명 |
| 총계                  | 총 3개 노선                     | 146.974.026명 | 801.333명 | 145.512.536명 | 600.993명 |

## 사진

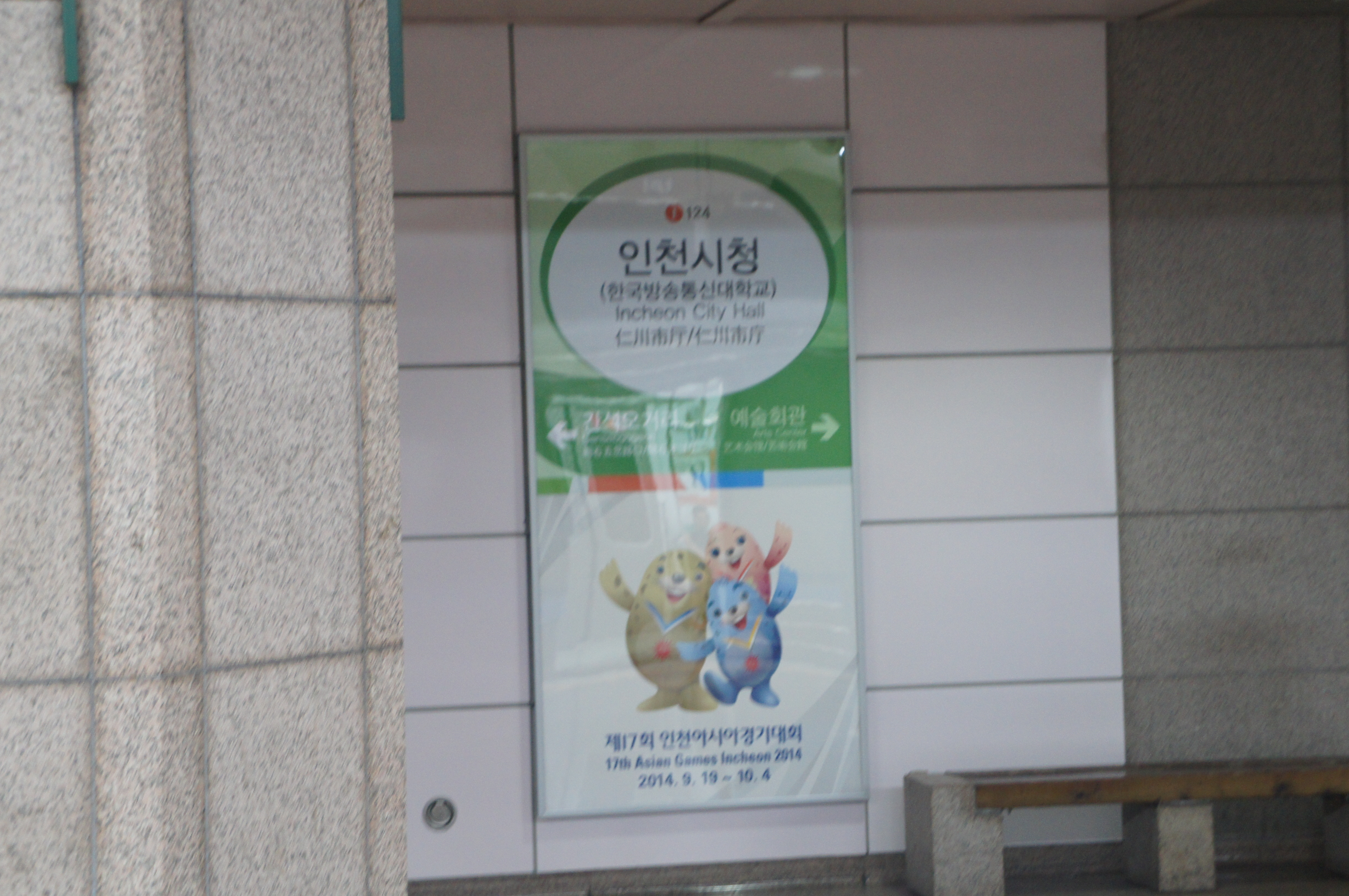
인천 1호선 인천시청역
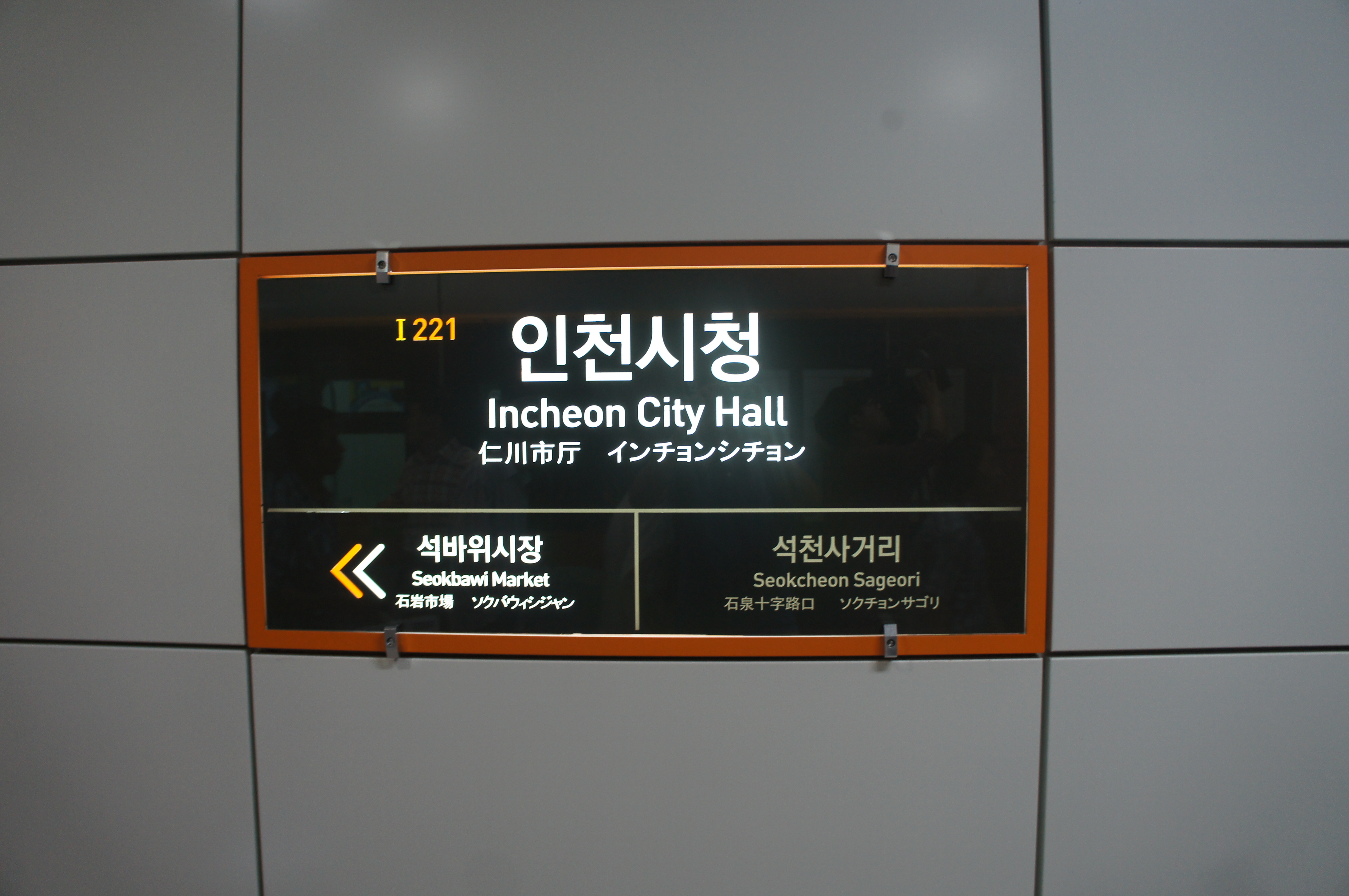
인천 2호선 인천시청역
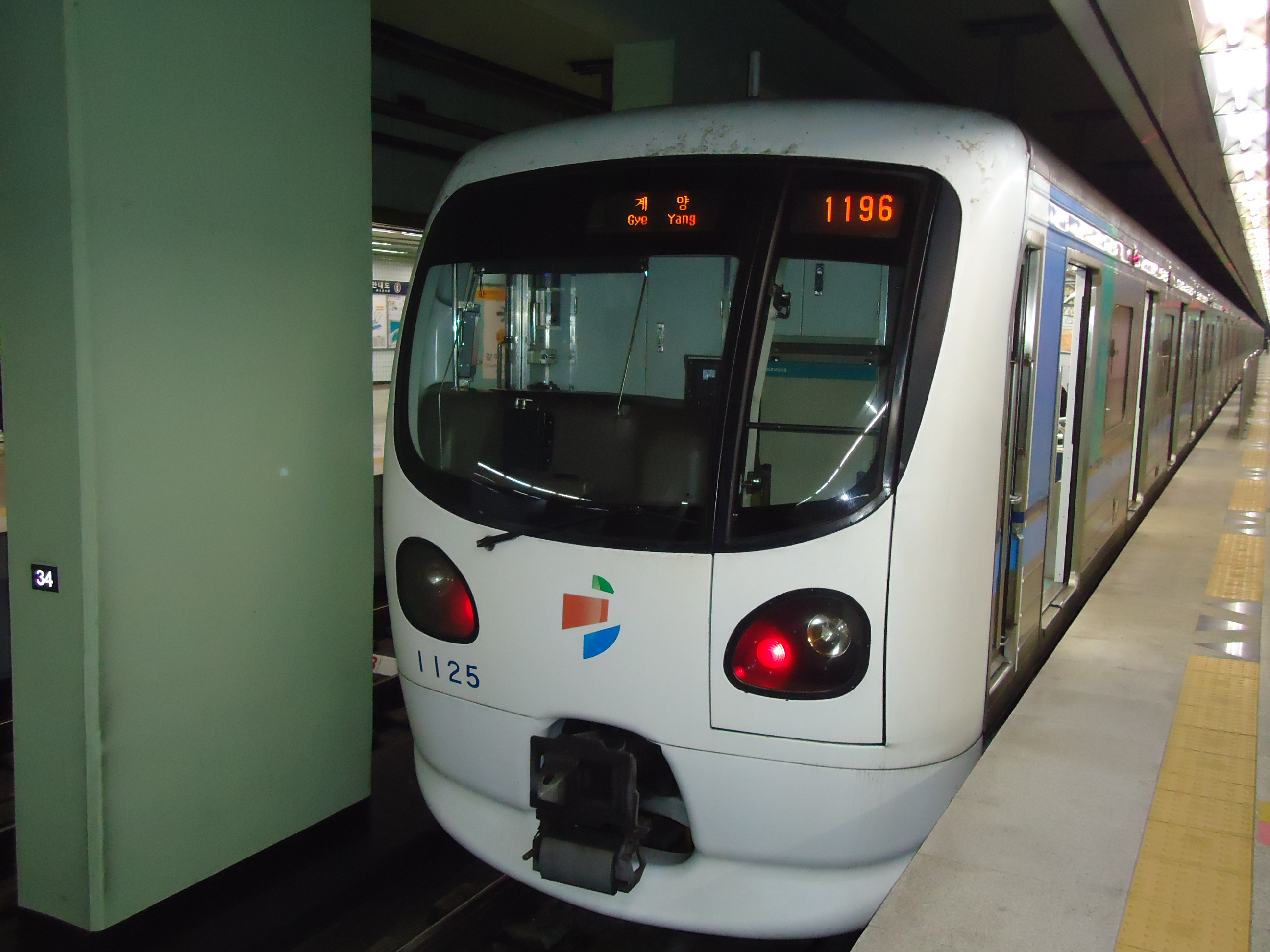
인천 1호선
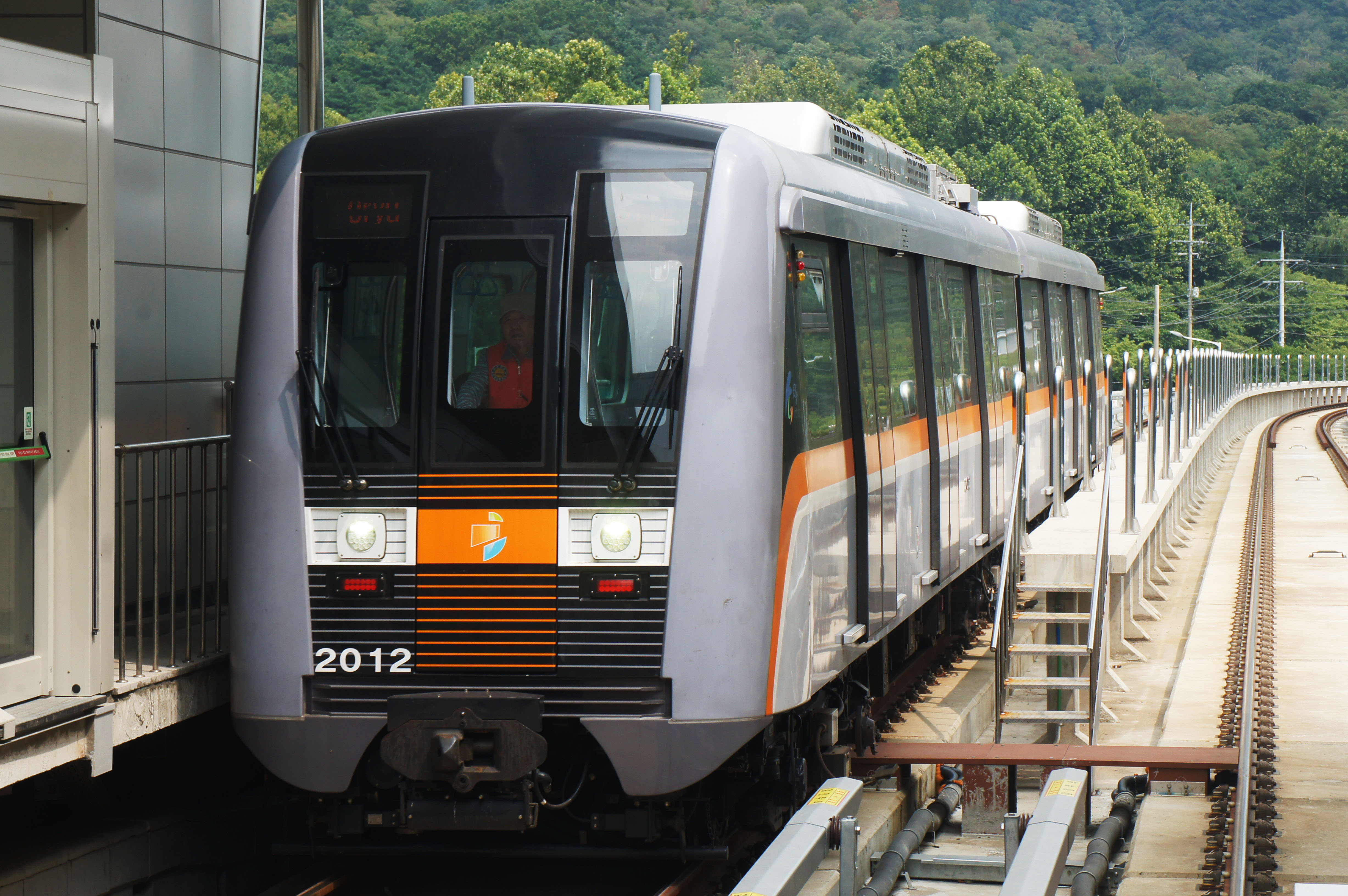
인천 2호선
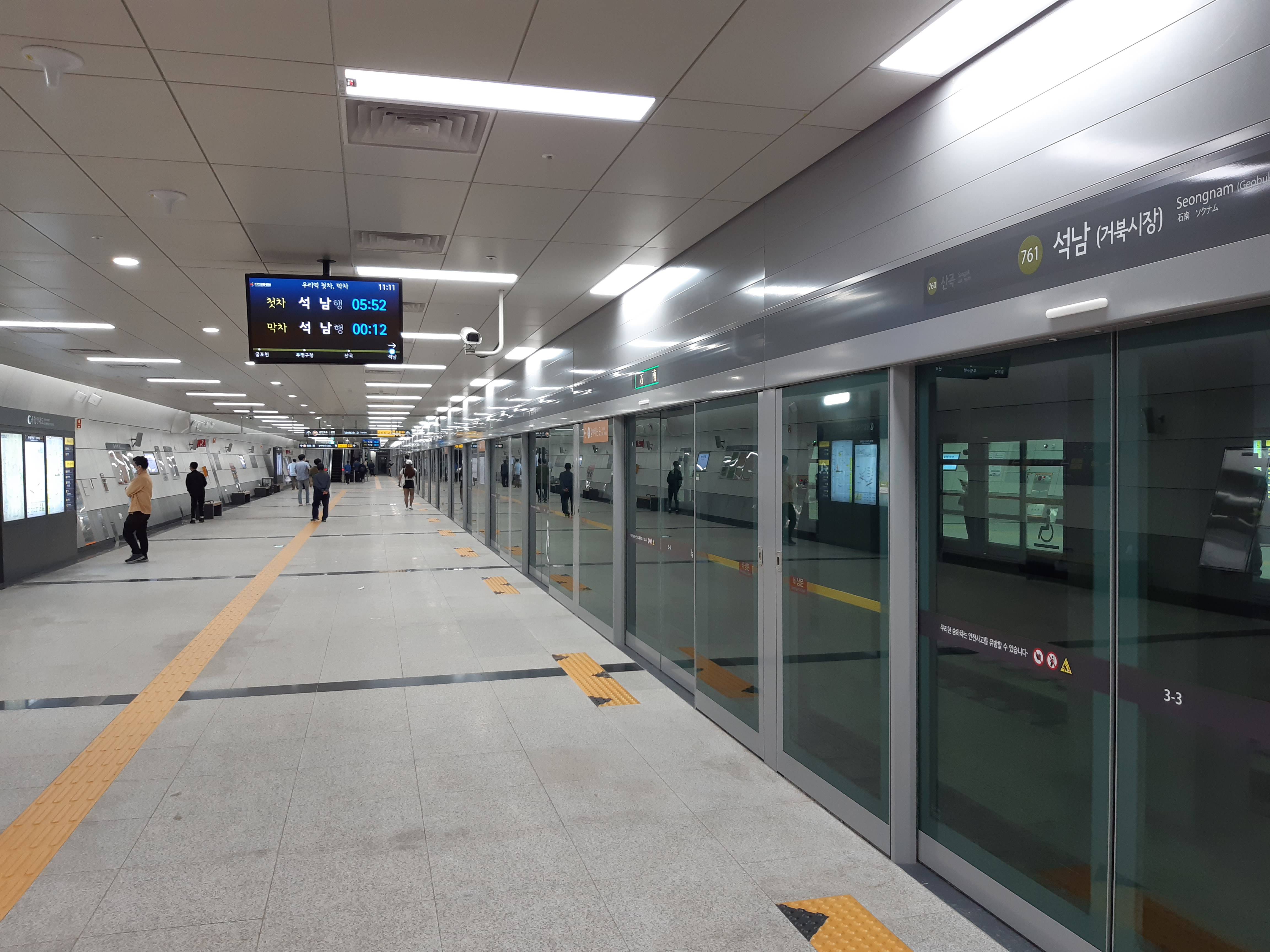
7호선 석남역 (인천교통공사 소속)

## 같이 보기
- 대한민국의 도시 철도
- 수도권 전철